# دايفيد جاي غريفيثز
دايفيد جاي غريفيثز (بالإنجليزية: David Griffiths)‏ هو فيزيائي أمريكي، ولد في 5 ديسمبر 1942 في واشنطن العاصمة في الولايات المتحدة.